# Joe Barry Carroll
Joe Barry Carroll (Pine Bluff, Arkansas, 24 de julio de 1958) es un exjugador de baloncesto estadounidense que compitió como profesional en la NBA en la década de los 80. Con 2,13 metros de altura, jugaba en las posiciones de alero y de pívot. 

## Trayectoria deportiva

### Universidad
Sus años de estudiante transcurrieron en la Universidad de Purdue, con los que llegó a la Final Four de la NCAA en 1980, en la que acabaron en tercera posición tras perder ante UCLA en semifinales y ganar a la Universidad de Iowa en el partido de consolación. Fue el máximo anotador de la misma, con 26 puntos por partido. Es, en la actualidad, el máximo reboteador de la historia de su universidad.

### Profesional
Fue elegido en la primera posición del Draft de la NBA de 1980 por los Golden State Warriors, lo que muchos consideraron un error. Pero Carroll se encargó de acallar a los que lo criticaron, tras promediar 18,9 puntos y 9,3 rebotes, lo que le hizo merecer el aparecer en el mejor quinteto de rookies de la temporada. Estuvo durante 6 temporadas y media en el equipo californiano, promediando en 4 de ellas más de 20 puntos por partido.
En la temporada 1984-85 fue fichado por el Olimpia de Milano, donde su aportación fue vital para que el conjunto italiano consiguiera un triplete histórico: Campeonato LEGA, Copa de Italia y Copa Korac.
En 1987 fue traspasado a Houston Rockets a cambio de un Ralph Sampson ya en el comienzo de su declive. Al acabar la temporada, fichó por los New Jersey Nets donde estuvo dos años, acabando su carrera en 1991, tras pasar por Denver Nuggets y Phoenix Suns.
En sus 10 temporadas en la NBA, promedió 17.7 puntos y 7,7 rebotes por partido.

## Estadísticas de su carrera en la NBA

### Temporada regular
| Año      | Equipo       | PJ  | PT  | MPP  | %TC  | %3P  | %TL   | RPP | APP | ROB | TPP | PPP  |
| -------- | ------------ | --- | --- | ---- | ---- | ---- | ----- | --- | --- | --- | --- | ---- |
| 1980-81  | Golden State | 82  |     | 35.6 | .491 | .000 | .716  | 9.3 | 1.4 | .6  | 1.5 | 18.9 |
| 1981-82  | Golden State | 76  | 75  | 34.6 | .519 | .000 | .728  | 8.3 | .8  | .8  | 1.7 | 17.0 |
| 1982-83  | Golden State | 79  | 79  | 37.8 | .513 | .000 | .719  | 8.7 | 2.1 | 1.4 | 2.0 | 24.1 |
| 1983-84  | Golden State | 80  | 80  | 37.0 | .477 | .000 | .723  | 8.0 | 2.5 | 1.3 | 1.8 | 20.5 |
| 1985-86  | Golden State | 79  | 79  | 35.5 | .463 | .000 | .752  | 8.5 | 2.2 | 1.3 | 1.8 | 21.2 |
| 1986-87  | Golden State | 81  | 81  | 33.6 | .472 | –    | .787  | 7.3 | 2.6 | 1.1 | 1.5 | 21.2 |
| 1987-88  | Golden State | 14  | 14  | 29.1 | .378 | .000 | .797  | 6.6 | 1.4 | .9  | 1.8 | 15.5 |
| 1987-88  | Houston      | 63  | 16  | 25.3 | .452 | .000 | .748  | 6.3 | 1.5 | .6  | 1.3 | 12.0 |
| 1988-89  | New Jersey   | 64  | 62  | 31.2 | .448 | –    | .800  | 7.4 | 1.6 | 1.1 | 1.3 | 14.1 |
| 1989-90  | New Jersey   | 46  | 20  | 21.8 | .393 | .000 | .794  | 5.4 | .9  | .4  | 1.2 | 8.8  |
| 1989-90  | Denver       | 30  | 27  | 24.0 | .432 | –    | .743  | 6.4 | 1.8 | .9  | 2.0 | 11.9 |
| 1990-91  | Phoenix      | 11  | 0   | 8.7  | .361 | –    | .917  | 2.2 | 1.0 | .1  | .7  | 3.4  |
| Total    | Total        | 705 | 533 | 32.4 | .474 | .000 | .747  | 7.7 | 1.8 | 1.0 | 1.6 | 17.7 |
| All-Star | All-Star     | 1   | 0   | 18.0 | .143 | –    | 1.000 | 6.0 | .0  | .0  | 1.0 | 4.0  |

### Playoffs
| Año   | Equipo       | PJ | PT | MPP  | %TC  | %3P  | %TL   | RPP | APP | ROB | TPP | PPP  |
| ----- | ------------ | -- | -- | ---- | ---- | ---- | ----- | --- | --- | --- | --- | ---- |
| 1987  | Golden State | 10 | 10 | 33.4 | .454 | .000 | .804  | 6.5 | 1.9 | 1.4 | 2.5 | 18.9 |
| 1988  | Houston      | 4  | 4  | 29.0 | .383 | –    | .800  | 4.8 | .5  | .8  | .3  | 11.0 |
| 1990  | Denver       | 3  | 3  | 15.3 | .563 | –    | 1.000 | 3.0 | 1.0 | .3  | 1.7 | 6.7  |
| 1991  | Phoenix      | 2  | 0  | 7.5  | .500 | –    | .000  | 0.5 | 1.0 | .0  | .5  | 4.0  |
| Total | Total        | 19 | 17 | 26.9 | .449 | .000 | .797  | 4.9 | 1.4 | .9  | 1.7 | 13.7 |